# Municipio de Imlay (Míchigan)
El municipio de Imlay (en inglés: Imlay Township) es un municipio ubicado en el condado de Lapeer en el estado estadounidense de Míchigan. En el año 2010 tenía una población de 3128 habitantes y una densidad poblacional de 35,81 personas por km².

## Geografía
El municipio de Imlay se encuentra ubicado en las coordenadas 43°1′28″N 83°2′43″O / 43.02444, -83.04528. Según la Oficina del Censo de los Estados Unidos, el municipio tiene una superficie total de 87.36 km², de la cual 86,9 km² corresponden a tierra firme y (0,52 %) 0,46 km² es agua.

## Demografía
Según el censo de 2010, había 3128 personas residiendo en el municipio de Imlay. La densidad de población era de 35,81 hab./km². De los 3128 habitantes, el municipio de Imlay estaba compuesto por el 94,34 % blancos, el 0,26 % eran afroamericanos, el 0,42 % eran amerindios, el 0,48 % eran asiáticos, el 2,85 % eran de otras razas y el 1,66 % eran de una mezcla de razas. Del total de la población el 8,98 % eran hispanos o latinos de cualquier raza.